# Chapelle Sainte-Anne de Berné
La chapelle Sainte-Anne est située dans le parc du château du lieu-dit "Pont-Calleck", à Berné dans le Morbihan.

## Historique
La façade de la chapelle Sainte-Anne fait l’objet d’une inscription au titre des monuments historiques depuis le 15 juin 1925.
La chapelle était édifiée à Pluméliau.
Dans les années 1960, elle a été démontée pierre par pierre et été reconstruite à Pontcallec.
La dépose des pierres eut lieu en 1961, la chapelle fut remontée et bénie en 1967.
Les pierres transportées n'ont pas été remployées selon la forme originelle de la chapelle.
À Pont-Callec est également édifiée la chapelle Sainte-Anne des Bois. 
Elle fut édifiée en 1865 par la comtesse de Cossé-Brissac selon une promesse faite à sainte Anne.

## Architecture
Le plan de la chapelle est en forme de croix latine ; le chevet est plat.